# チェ・ミンソ
チェ・ミンソ（ハングル：채민서、英語：Chae Min-Seo、1981年3月16日 - ）は、日本、韓国で活動する韓国生まれの女優である。韓国映画『チャンピオン』や、日本映画『亡国のイージス』に出演。大徳大学校卒。

## 出演作
日本映画
- 亡国のイージス（2005年）最強の某国工作員チェ・ジョンヒ役として出演。出演後、韓国のマスコミから批判を受けた。

韓国映画
- チャンピオン（2002年）
- 非日常的な彼女（2004年）
- かつら（2005年）
- ひきこもり（2008年）
- 甘いウソ（2008年）声の出演
- 花を宿す女（2010年）

韓国ドラマ
- 真珠の首飾り（2003年、KBS2）
- 武人時代（2004年、KBS）
- ロマンスハンター（2006年、TVN）
- 不良カップル（2007年、SBS）
- シークレット・ルーム（2007年、OCN）

| スタブアイコン | サブスタブ | この項目は、まだ閲覧者の調べものの参照としては役立たない、俳優（男優・女優）に関連した書きかけの項目です。この項目を加筆・訂正などしてくださる協力者を求めています（P:映画/PJ芸能人）。 |